# Stenfisk
Stenfisk (Synanceia verrucosa) är en art i släktet Synanceia och i familjen Synanceiidae. Inga underarter finns listade i Catalogue of Life. Arten beskrevs av Bloch och Schneider, 1801.
Fisken som företrädesvis lever i grunda havsvatten nära eller på botten är kamouflagefärgad i samma färger som de omgivande bottenstenarna. Den är vanligtvis 30–40 centimeter lång. Stenfisken är en rovfisk som har mindre fiskar, räkor och andra skaldjur som normal föda.
Stenfisken anses vara världens giftigaste fisk och den är försedd med 13 taggar som är förbundna med två giftblåsor. Giftet är en blandning av proteiner som angriper blod, nerver och hjärtat och förorsakar chock, förlamning och celldöd. Det är så verksamt att det för människan är förenat med livsfara om inte medicinsk behandling sker inom cirka två timmar.